# Linda Seger
Linda Seger (27 agosto 1945) è una sceneggiatrice statunitense, nota per la sua attività di script consultant, ossia di consulenza, analisi e sviluppo di sceneggiature.
Ha iniziato il suo lavoro di consulente nel 1981, e da allora ha collaborato a più di 2000 sceneggiature. Ha scritto molti libri al riguardo, di cui il più celebre è il manuale Come scrivere una grande sceneggiatura.
Linda Seger collabora all'Huffington Post.

## Opere
- Come scrivere una grande sceneggiatura (Making a Good Script Great)
- Making a Good Writer Great, Silman-James Press, 1999, ISBN 978-1879505490
- When Women Call the Shots, Henry Holt, 1996
- Creating Unforgettable Characters, Holt Paperbacks, 1990, ISBN 978-0805011715
- The Art of Adaptation: Turning Fact and Fiction into Film, Holt Paperbacks, 1992, ISBN 978-0805016260
- From Script to Screen: The Collaborative Art of Filmmaking, Henry Holt, 1996 - con Edward Whetmore
- Web Thinking: Connecting, Not Competing, for Success, Inner Ocean Publishing, 2002, ISBN 978-1930722088
- Advanced Screenwriting: Raising your Script to the Academy Award Level, Silman-James Press, 2003, ISBN 978-1879505735
- And the Best Screenplay Award Goes To..., Michael Wiese Productions, 2008, ISBN 978-1932907384
- Spiritual Steps on the Road to Success, Monarch Books, 2009, ISBN 978-0825462948